# Сюсюкова, Мария Петровна
Мария Петровна Сюсюкова (19 августа 1930, село Днепровка, теперь Каменско-Днепровского района Запорожской области — 24 апреля 2017, село Днепровка Каменско-Днепровского района Запорожской области) — украинский советский деятель, новатор сельскохозяйственного производства, звеньевая совхоза «Днепровский» Каменско-Днепровского района Запорожской области. Герой Социалистического Труда (30.04.1966). Депутат Верховного Совета УССР 7-8-го созывов.

## Биография
Родилась в крестьянской семье. Отец погиб на фронте Великой Отечественной войны.
С конца 1940-х годов — работница, звеньевая овочівницької бригады 5-го отделения совхоза «Днепровский» села Днепровки Каменско-Днепровского района Запорожской области.
Потом — на пенсии в селе Днепровка Каменско-Днепровского района Запорожской области.

## Награды
- Герой Социалистического Труда (30.04.1966)
- два ордена Ленина (30.04.1966, 14.02.1975)
- орден Трудового Красного Знамени (8.04.1971)
- две медали «За трудовую доблесть» (26.02.1958, 8.12.1973)
- медали